# Issa Gambar
İsa Yunis oğlu Qəmbər (en azéri ; en russe : Иса Гамбар, translittéré en Issa Gambar, la forme la plus souvent employée), né le 24 février 1957 à Bakou, est un homme d'État azerbaïdjanais, leader du Müsavat.

## Biographie
Fils de Yunis Heydər oğlu Qambarov, originaire de Füzuli, Issa Qambarov naît en 1957 à Bakou, capitale de l'Azerbaïdjan, à l'époque une des républiques constituant l'Union des républiques socialistes soviétiques. Diplômé de la faculté d'histoire de l'Université d'État de Bakou en 1979, il devient à la fin des années 1980 cofondateur du Front populaire d'Azerbaïdjan, un parti nationaliste anticommuniste, dont il devient vice-président. Il est élu député en 1990, un an avant l'indépendance. Comme beaucoup de nationalistes à cette époque, il change son nom de Qambarov en Qambar afin d'en supprimer la consonance russe. 
En mars 1992, la guerre contre l'Arménie tourne au désastre militaire et contraint le premier président de l'Azerbaïdjan indépendant, Ayaz Mütallibov, puis le président du parlement Yaqub Mammadov, tous deux « ex »-communistes, à la démission. İsa Qambər est élu président du parlement et, à ce titre, assure brièvement l'intérim de la présidence de la République. Son allié, le nationaliste Aboulfaz Eltchibeï, est élu président de la République.
Le président Eltchibeï n'aura pas plus de chance que son prédécesseur dans la guerre. Un an après son arrivée, en juin 1993, il est renversé à son tour par des manifestations populaires... et par les miliciens de Surat Hüseynov. Issa Qambar est lui-même arrêté et Heydar Aliyev, l'ancien secrétaire général du parti communiste de l'Azerbaïdjan soviétique de l'époque de Léonid Brejnev, prend sa place de président du parlement, puis devient chef de l'État par intérim avant de se faire élire président de la République. Issa Qambar sera libéré en août, mais ne recevra la permission de quitter Bakou qu'en 1998.
Toujours actif dans l'opposition, il appelle au boycott de l'élection présidentielle de 1998 qui voit la réélection de Heydar Aliyev, et reste le principal candidat d'opposition à celle de 2003, qui voit la victoire du fils du président sortant İlham Aliyev. Il conteste toujours la régularité de ces élections, se basant sur les rapports de l'organisation non gouvernementale Human Rights Watch.
Issa Qambar est un des dirigeants, avec Ali Kərimli et Rasul Quliyev, de la coalition d'opposition Azadlıq (Liberté) qui, après les élections parlementaires de novembre 2005 remportées officiellement par le pouvoir en place, entend renverser le régime par des manifestations populaires, en prenant pour exemple la révolution des Roses de Géorgie et la révolution orange d'Ukraine. La mobilisation populaire est toutefois bien moins importante que lors des révolutions géorgienne et ukrainienne.